# Lomtjärnen (Arjeplogs socken, Lappland, 739359-150143)
Lomtjärnen är en sjö i Arjeplogs kommun i Lappland och ingår i Skellefteälvens huvudavrinningsområde. Sjön har en area på 0,111 kvadratkilometer och ligger 699,6 meter över havet.

## Delavrinningsområde
Lomtjärnen ingår i det delavrinningsområde (739223-150118) som SMHI kallar för Inloppet i Guijaure. Medelhöjden är 985 meter över havet och ytan är 29,87 kvadratkilometer. Räknas de 4 avrinningsområdena uppströms in blir den ackumulerade arean 82 kvadratkilometer. Vattendraget som avvattnar avrinningsområdet har biflödesordning 3, vilket innebär att vattnet flödar genom totalt 3 vattendrag innan det når havet efter 383 kilometer. Avrinningsområdet består mestadels av kalfjäll (95 procent). Avrinningsområdet har 1,34 kvadratkilometer vattenytor vilket ger det en sjöprocent på 4,5 procent.